# Витьба (кондитерская фабрика)

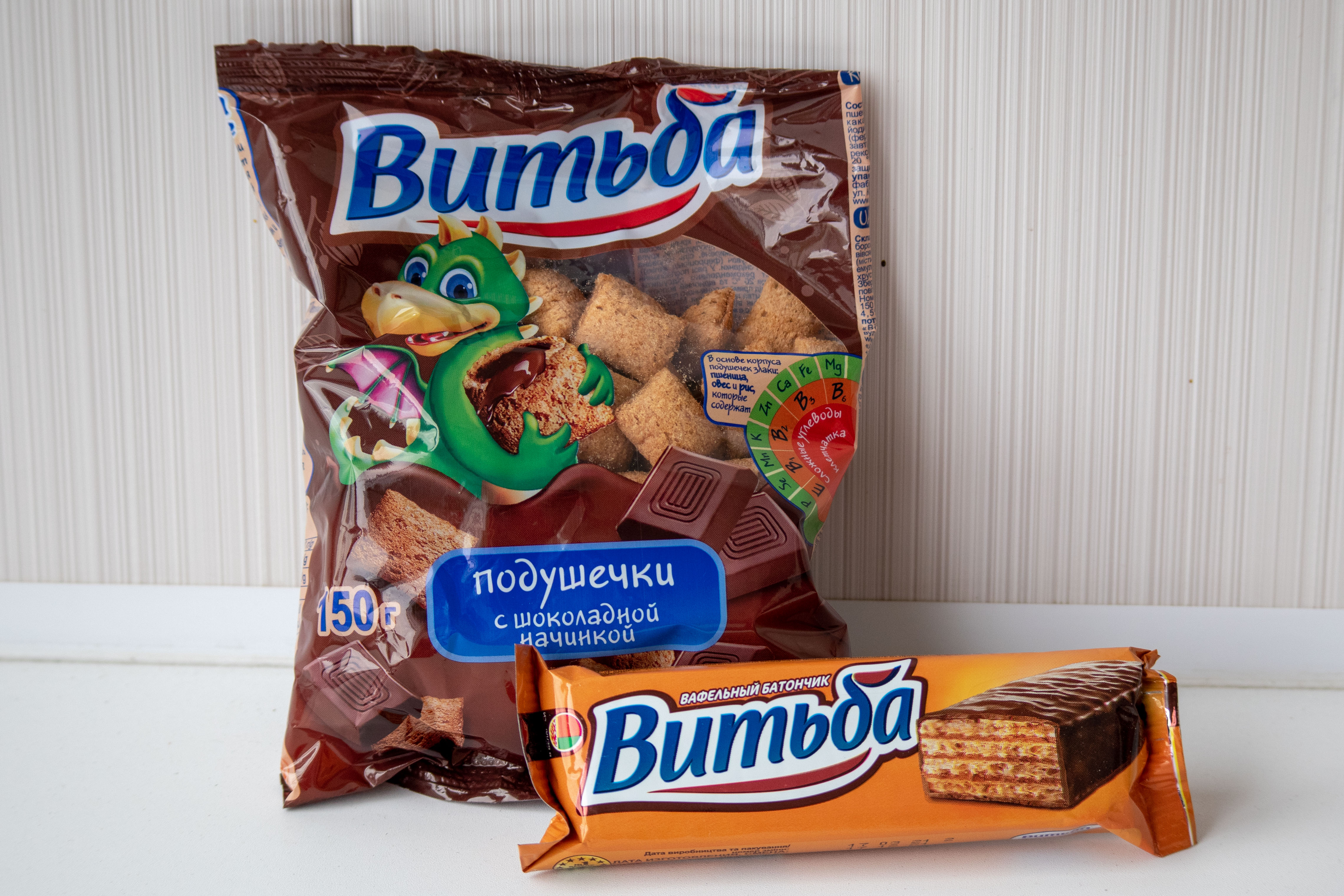
Продукция фабрики: подушечки с начинкой и глазированный вафельный батончик

Кондитерская фабрика «Витьба» (бел. Кандытарская фабрыка «Віцьба») — белорусское предприятие пищевой промышленности, расположенное в Витебске. Специализируется на производстве сухих завтраков и вафельной продукции.

## История
В 1989 году в Витебске началось строительство завода пищевых концентратов, 17 октября 1989 года была создана дирекция строящегося завода, подчинявшаяся производственному объединению «Витебскпищепром». В 1991 году завод был введён в эксплуатацию под названием Витебский кондитерский комбинат «Витьба». В 2001 году комбинат преобразован в унитарное производственное предприятие (УПП) «Витебский кондитерский комбинат „Витьба“», в 2006 году — в коммунальное производственное унитарное предприятие (КУП/КПУП) с тем же названием. В 2005 году производственная мощность предприятия составляла 7 тыс. т в год, выпускалось 40 видов продукции. В 2015 году выпускалось 120 наименований продукции. В 2010 году в рамках модернизации производства был установлен новый экструдер по выпуску подушечек.

## Современное состояние
Предприятие специализируется на производстве сухих завтраков (подушечек с начинкой, хлопьев, шариков из муки), а также вафель (глазированных и неглазированных) и печенья. У предприятия имеется два филиала в Витебской области — в Полоцке (бывший консервный завод) и в Оршанском районе (построено Банком развития). С учётом филиалом в компании работает около 1 тысячи человек. Отчётность компании не публикуется в открытом доступе.